# Łabytnangi
Łanbytnangi – osiedle typu miejskiego w Rosji, w Jamalsko-Nienieckim Okręgu Autonomicznym. W 2010 roku liczyło 26 936 mieszkańców.